# Theoszi Szküthinosz
Theoszi Szküthinosz (vagy Skythinos, latinul: Scythinus) i. e. 4. századi görög jambikus költő, epigrammaköltő, Platón kortársa.
Legismertebb műve a Iamboi (’Jambusok’) című költemény, amelyben Epheszoszi Hérakleitosz tanait verselte meg. Plutarkhosz néhány részletét idézi, így fenntartva azokat, majd Diogenész Laertiosz is említi Plutarkhoszra hivatkozva. Sztobaiosz szöveggyűjteményében, a Peri phüszeósz (’A természetről’) című kresztomátiában prózai formában olvasható néhány töredéke. Szküthinosz további munkája az Epigraphomené hisztoria (’Hiteles történet’) Héraklész cselekedeteiről.
A filológia ismer két epigrammát Kónsztantinosz Kephalasz Anthologia Palatina című gyűjteményében. Itt a XXII. és CCXXXII. számú művek egy bizonyos Szküthinosz alkotásai. Mindkettőben a férfiszerelemről versel. A két költő személye nem bizonyosan azonos, feltehető, hogy csak névhasonlóság áll fenn.